# Port Harcourt
Port Harcourt (in lingua igbo Ụ́gwụ́ Ọ́chá), nota informalmente anche come Garden City, è una città della Nigeria, posta nella zona del Delta del Niger. Si affaccia sul fiume Bonny. Ha una popolazione di 1 320 214 abitanti (2007) e una superficie complessiva di 186 km².
È la capitale amministrativa dello Stato di Rivers e vi hanno sede due università. L'attuale governatore è Peter Odili, del People's Democratic Party (PDP).

## Storia
La città fu fondata nel 1913 dagli inglesi, che la battezzarono "Port Harcourt" in onore di Lewis Vernon, visconte di Harcourt e segretario di Stato per le colonie dal 1910 al 1915. L'insediamento doveva fungere da porto per l'esportazione del carbone estratto nelle miniere di Enugu e trasportato lungo il fiume Bonny. Durante la prima guerra mondiale, divenne una base per le operazioni militari contro il vicino Camerun tedesco.
Con la scoperta del petrolio nel 1956, Port Harcourt divenne un porto petrolifero: da qui infatti partì la prima petroliera dalla Nigeria. Successivamente, grazie agli introiti del greggio, la città poté arricchirsi di nuove infrastrutture ed edifici. Durante la guerra civile nigeriana, la città entrò a far parte della neonata Repubblica del Biafra; tuttavia, il 19 maggio 1968 essa fu riconquistata dalle truppe federali nigeriane. Dopo la fine del conflitto, Port Harcourt vide la sua popolazione crescere in maniera vertiginosa grazie all'industria petrolifera. Sorsero così le numerose bidonville abusive che ancora oggi circondano la città.

## Economia
Port Harcourt è un importante centro industriale e commerciale. Vi hanno sede numerose attività economiche (in gran parte gestite da multinazionali), soprattutto collegate all'attività di estrazione del petrolio. Vi hanno sede le principali raffinerie della Nigeria. Oltre al petrolio, l'economia della città è legata alla pesca.

## Ambiente urbano
L'espansione della città a scapito dell'ambiente naturale circostante è costante: non viene applicato consistentemente alcun piano regolatore. L'edilizia abusiva è molto diffusa. Questa crescita disorganizzata dell'area urbana, e in particolare l'assenza di un sistema di drenaggio e fognario organico, ha comportato nel tempo numerosi problemi sanitari e fenomeni di inondazioni. Le principali zone residenziali sono G.R.A phases 1-5, Abuloma, Amadi-ama, Amadi Flats, Borokiri, Rumodara, Presidential Housing Estate, Rumibekwe Housing Estate ed Elekoia Estate, mentre l'attività industriale si concentra nella zona di Trans Amadi.
Il sistema di grandi strade e ponti realizzato per facilitare il traffico automobilistico fallisce in gran parte il proprio scopo a causa del pessimo livello di manutenzione. I semafori sono spesso fuori servizio per mancanza di alimentazione.
Inoltre, sorgono attorno a Port Harcourt numerosi villaggi come Obiafu, Ebocha, Obrikom e tanti altri, dove spesso vengono a mancare le materie di prima necessità come acqua potabile ed elettricità. Le strade di comunicazione tra i villaggi sono spesso ai limiti dell'impraticabilità a causa della scarsa condizione di manutenzione in cui sono tenute dalle autorità e per la mancanza di impianti di illuminazione pubblica lungo le strade.
L'area metropolitana di Port Harcourt include Port Harcourt City, Obio/Akpor, Eleme e Oyigbo.

## Monumenti e luoghi d'interesse
Fra le principali attrazioni turistiche di Port Harcourt si possono citare il parco Isaac Boro, la Port Harcourt Tourist Beach, e l'Isaka Holiday Resort.

## Religione
La città è un importante centro del culto pentecostale e ospita numerose chiese (incluse chiese cattoliche, anglicane e di altri riti protestanti).